# Globivenus kempfi
Globivenus kempfi is een tweekleppigensoort uit de familie van de Veneridae. De wetenschappelijke naam van de soort is voor het eerst geldig gepubliceerd in 1970 door Fischer-Piette & Testud.